# Petaloconchus complicatus
Petaloconchus complicatus är en snäckart som beskrevs av Dall 1908. Petaloconchus complicatus ingår i släktet Petaloconchus och familjen Vermetidae. Inga underarter finns listade i Catalogue of Life.